# 加藤雅啓
加藤 雅啓（かとう まさひろ、1946年 - ）は、日本の植物学者。国立科学博物館名誉研究員、東京大学大学院理学系研究科生物科学専攻教授。筑波実験植物園長。専門は植物分類学。

## 経歴
1970年京都大学理学部卒業。1976年、京都大学大学院理学研究科修了。日本植物分類学会会長 (1999)。日本分類学会連合代表 (2002-2003)。

## 書籍
- 1999年5月20日「植物の進化形態学」ISBN 9784130601740
- 2013年9月「世界のカワゴケソウ」ISBN 9784832610033